# 8575 Seishitakeuchi
8575 Seishitakeuchi este un asteroid din centura principală de asteroizi.

## Descriere
8575 Seishitakeuchi este un asteroid din centura principală de asteroizi. A fost descoperit pe 7 noiembrie 1996 la Kitami de Kin Endate și Kazuro Watanabe. Asteroidul prezintă o orbită caracterizată de o semiaxă mare de 2,22 ua, o excentricitate de 0,22 și o înclinație de 4,0° în raport cu ecliptica.